# Подножие (география)
Подно́жие (горы, холма, склона, также подо́шва) — переходная относительно узкая полоса, отделяющая склон от окружающего его рельефа.

## Конвенция ООН по морскому праву
Точный смысл понятия «подножия склона» представляет интерес в связи с употреблением словосочетания «подножие континентального склона» в документах Конвенции ООН по морскому праву. Согласно статье 76 этой конвенции, которая определяет два из возможных внешних пределов континентального шельфа (со всеми вытекающими из владения им правами государств) в терминах подножия: «внешняя граница подводной окраины материка» простирается (i) до места, где толщина осадочных пород составляет не менее одного процента расстояния до подножия континентального склона или (ii) на расстояние 60 миль от подножия континентального склона. Та же статья 76 устанавливает и определение подножия: «точка максимального изменения уклона в … основании [склона]», конечно, «[е]сли нет доказательств об обратном».
Поскольку линия подножия континентального склона является «наиболее важной» линией демаркации шельфа, она привлекает интенсивное внимание учёных и программистов. Неудивительно, что исследователи разных стран приходят к разным результатам.